# Guts Ishimatsu
Guts Ishimatsu (jap. ガッツ 石松 Gatsu Ishimatsu), ur. jako Yūji Suzuki (jap. 鈴木 有二 Suzuki Yūji; 5 czerwca 1949 w prefekturze Tochigi) – japoński bokser, zawodowy mistrz świata kategorii lekkiej.
Rozpoczął karierę boksera zawodowego w 1966. Do 1969 walczył wyłącznie w Japonii z japońskimi przeciwnikami. 6 czerwca 1970 stoczył pierwszą walkę zawodową za granicą, kiedy zmierzył się z Ismaelem Laguną w Panamie o tytuł zawodowego mistrza świata wagi lekkiej federacji WBC, ale przegrał przez techniczny nokaut w 13. rundzie. 10 października tego roku w Melbourne pokonał go były mistrz świata w wadze koguciej Lionel Rose, a 29 października w Honolulu były mistrz świata w wadze junior lekkiej Rene Barrientos. W 1971 usiłował zdobyć tytuł mistrza Japonii w wadze lekkiej, ale zremisował z obrońcą tytułu Masataką Takayamą. W styczniu 1972 zdobył tytuł mistrza wagi lekkiej federacji OPBF (Oriental Pacific Boxing Federation).
8 września 1973 w Panamie po raz drugi próbował zdobyć pas mistrza świata wagi lekkiej, tym razem federacji WBA, ale został pokonany przez obrońcę tytułu Roberto Durána przez techniczny nokaut w 10 rundzie.
Trzecia próba zdobycia mistrzostwa świata okazała się udana. 11 kwietnia 1974 w Tokio znokautował w 6. rundzie dotychczasowego mistrza Rodolfo Gonzáleza i został nowym czempionem federacji WBC w wadze lekkiej. W obronie tytułu zremisował z Arturo Pinedą 12 września 1974 w Nagoi, pokonał ponownie Gonzáleza przez nokaut w 12. rundzie 28 listopada tego roku w Osace, wygrał na punkty z Kenem Buchananem 27 lutego 1975 w Tokio i z Arturo Pinedą 5 czerwca tego roku w Osace oraz znokautował Alvaro Rojasa w 14. rundzie 4 grudnia 1975 w Tokio.
Stracił tytuł po porażce na punkty z Estebanem de Jesúsem 8 maja 1976 w Bayamón. Była to jego jedyna walka w tym roku. 2 kwietnia 1977 w Tokio próbował odebrać tytuł mistrza świata WBC w wadze junior półśredniej Saensakowi Muangsurinowi, ale został znokautowany w 6. rundzie. Potem stoczył tylko jedną walkę w 1978 i zakończył karierę bokserską.
Od 1975 występował w filmach, głównie grając role epizodyczne. Zagrał m.in. w Imperium słońca Stevena Spielberga w 1987 i w Czarnym deszczu Ridleya Scotta w 1989.